# Chalybion heinii
Chalybion heinii är en biart som först beskrevs av Franz Friedrich Kohl 1906.
Chalybion heinii ingår i släktet Chalybion och familjen grävsteklar. Inga underarter finns listade i Catalogue of Life.